# NMOS逻辑

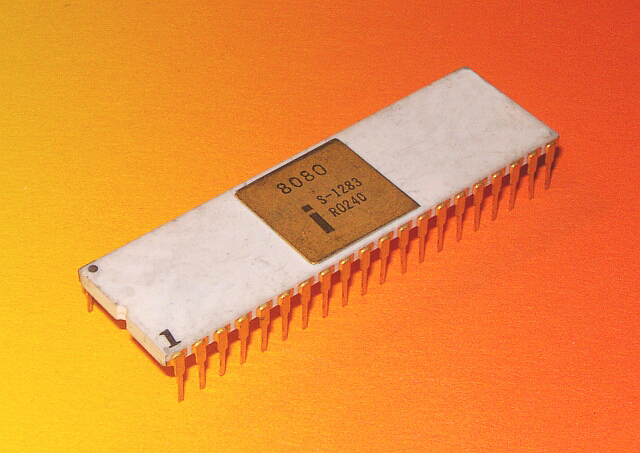
Intel 8080（1974年），由NMOS逻辑电路搭建。需要+12V，+5V，-5V三路电源。

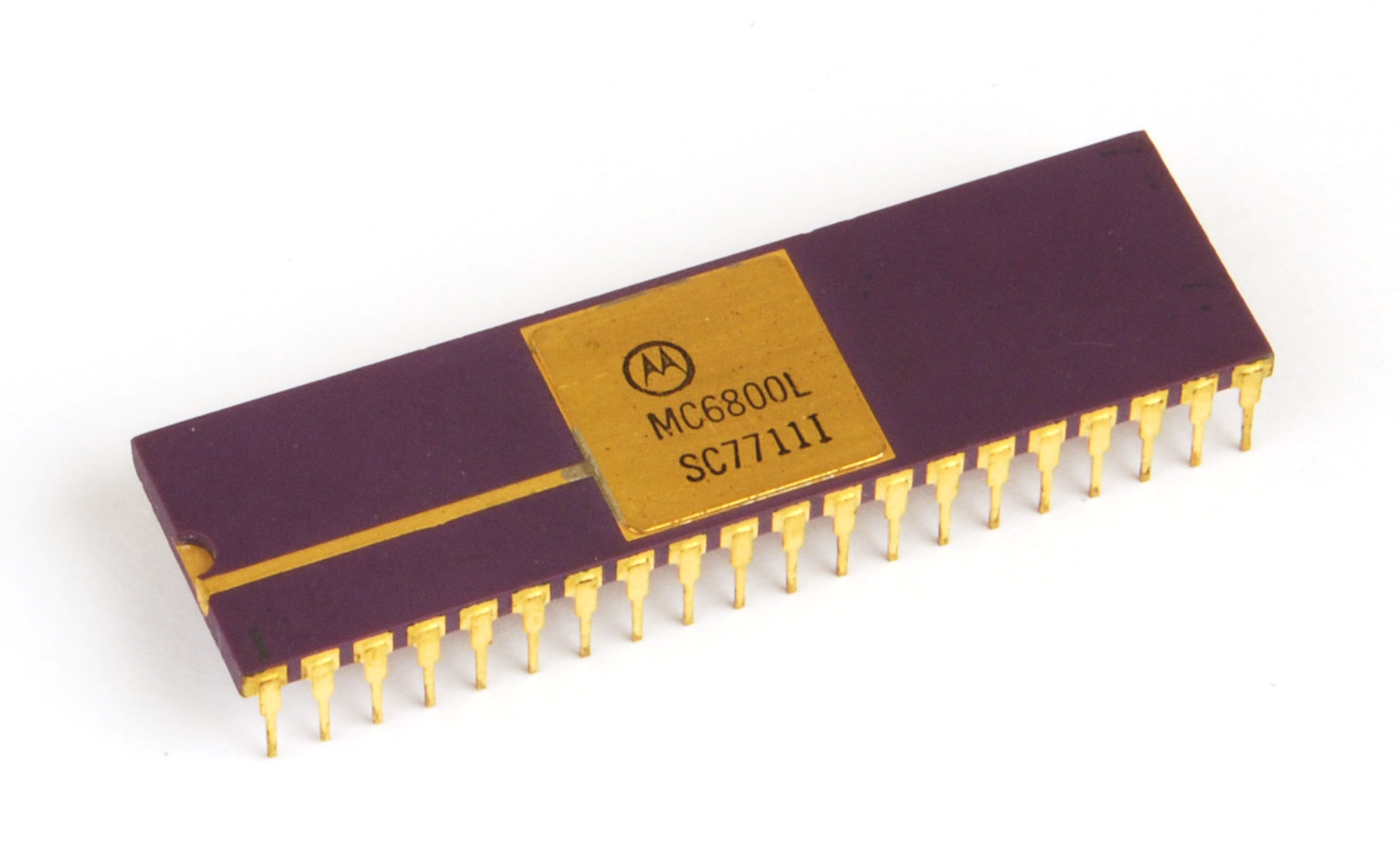
MC6800的早期版本（1974 年）采用普通NMOS逻辑而非耗尽负载 NMOS逻辑构建，但由于它具有内部电路来产生多个电源，因此它由单个 +5V电源供电。

NMOS逻辑（N型金属氧化物半导体逻辑）使用n型MOSFET（金属氧化物半导体场效应晶体管）来实现逻辑门和其他数字电路。这些n型MOSFET通过在源极和漏极端子之间的p型半导体衬底中创建称为n型沟道的反型层来工作。n型沟道允许电子在n型半导体的源极和漏极端子之间通过，这种沟道是通过在称为栅极的第三个端子上施加电压而创建的。与其他类型的MOSFET一样，n型MOSFET有三个工作区：截止区（亚阈值区）、线性区（三极管区）和饱和区（导通区）。  
长期以来，NMOS电路的速度都远快于PMOS和CMOS电路，这是由于后者需要使用速度慢得多的p型MOS管。 后来，耗尽负载NMOS逻辑的发展进一步提升了 NMOS电路的速度和功耗特性。NMOS电路比CMOS电路更容易制造，因为CMOS电路需要在p型衬底上制造的特殊n型阱中实现p型MOSFET。 
NMOS电路的主要缺点是，即使输出处于稳定状态（当NMOS的输出电压较低时），逻辑电路中也会有直流电流流过。当时大多数其他逻辑电路系列也存在同样的问题。这意味着电路中存在静态功耗，亦即即使电路没有切换时也会消耗功率，从而导致电路功耗较高。
此外，由于输入逻辑电平不对称，NMOS和PMOS电路以及二极管晶体管逻辑电路、晶体管-晶体管逻辑电路和射极耦合逻辑电路一样，比CMOS更容易受到噪声的影响。

## 概述
MOS的全称是“金属氧化物半导体”。该名称反映了MOSFET最初的制造方式：在20世纪70年代之前，MOS管使用的是金属栅极，通常是铝。但自1970年左右以来，大多数MOS电路都开始使用多晶硅栅极。到目前为止，大多数半导体制造商都使用由多晶硅制成的自对准栅极，该技术最初由仙童半导体公司的费德里科·法金（Federico Faggin）开发。多晶硅栅极至今仍用于大多数基于MOSFET的集成电路。但自21世纪初以来，难熔金属栅极已开始重新出现在某些类型的高速电路中，例如高性能微处理器。 

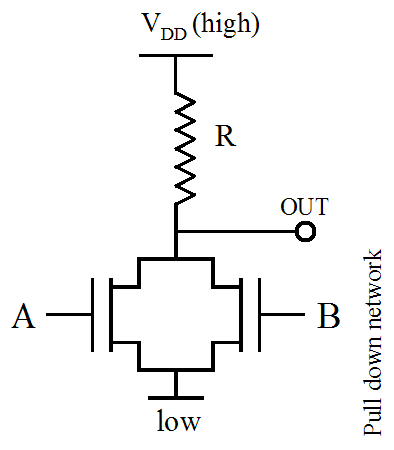
NMOS NOR电路。经R上拉，电流从OUT流向低电平（GND）。

NMOS逻辑中使用的MOS管是n型增强型晶体管，它们位于逻辑门输出端和负电源电压（通常为地）之间，形成所谓的“下拉网络”（PDN）。上拉电阻（即“负载”，可以被认为是电阻；见下文）位于正电源电压和每个逻辑门输出端之间。
例如，考虑一个用NMOS电路实现的或非门。如果输入A或输入B为高电平（逻辑1 = 真），则每个MOS晶体管都会充当输出和负电源之间的一个电阻极低的电阻器，强制输出为低电平（逻辑0 = 假）。若A和B同时为高电平，两个晶体管都会导通，从而形成一条电阻更低的接地路径。唯一输出为高电平的状态是两个晶体管都截止。只有当A和B同时为低电平时，才会出现这种状态。因此，或非门的真值表得到满足。
| A | B | A NOR B |
| - | - | ------- |
| 0 | 0 | 1       |
| 0 | 1 | 0       |
| 1 | 0 | 0       |
| 1 | 1 | 0       |

## 使用MOSFET代替电阻器
|  |  |  |

在集成电路内部添加电阻会增加制造所需的步骤数。使用MOSFET代替电阻可以减少制造步骤数。这些MOS管被称为负载晶体管或负载MOSFET。因此，整个电路可以仅使用N沟道MOSFET来实现。但负载MOSFET的电气特性与电阻不同。
负载晶体管（上拉晶体管）是类似于用作逻辑开关的增强型MOSFET （当栅极 - 源极电压VGS为零时该晶体管会截止）。
如图所示，负载类型取决于负载MOSFET栅极的连接位置。如果负载MOSFET的栅极连接到Vdd，则变为饱和增强型负载；如果连接到Vgg，则变为线性增强型负载。线性增强型负载的压降较小，因此输出电压可以更接近 Vdd，但需要两个电源。
从电路图中可以看出，决定负载MOSFET工作的变量如下：
- 漏源电压VDS = Vdd - 输出电压
- 栅源电压VGS = Vdd - 输出电压（饱和增强型负载时）
- 栅源电压VGS =Vgg-输出电压（用于线性增强型负载）
- 漏源电流IDS大约与VDS的平方成正比

当输出电压降低时，VGS会随着VDS的增加而增加。而IDS的增加大致与VDS的平方成比例。换句话说，当输出电压降低时，电流过大，导致功耗增加。另一方面，当输出电压升高时，只有少量电流流动，导致工作速度降低。
这种使用增强型MOSFET代替电阻的方法存在速度和功耗问题。。为了改善这些问题，可以使用耗尽型晶体管代替增强型晶体管作为负载。这种实现称为耗尽负载NMOS逻辑。

## 历史
1959年，埃及工程师Mohamed Atalla和韩国工程师Dawon Khan在贝尔实验室发明了MOSFET。他们采用 20 μm工艺制造了PMOS和NMOS器件。然而，NMOS 器件未能实用，只有PMOS器件具有实用性。
1965年，仙童半导体公司的Chih-Tang Sah、Otto Leistiko和Grove制作了几种NMOS器件，沟道长度从8 μm到65 μm不等。IBM的Dale L. Critchlow和Robert H. Dennard也在20世纪60年代制作了NMOS器件。IBM的首个NMOS产品是一种半导体存储器，数据容量为1 Kbit，存取时间为50 ns到100 ns。该产品于20世纪70年代初投入量产，从而使MOSFET半导体存储器在20世纪70年代取代了双极存储器和磁芯存储器技术。
20世纪70年代初最早的微处理器是PMOS处理器。PMOS处理器在早期的微处理器行业占据主导地位。1973年，以Sohichi Suzuki为首，NEC LSI的五名研究人员组成的团队生产出了早期的NMOS处理器NEC μCOM-4。到20世纪70年代末，NMOS处理器已经超越了PMOS处理器。20世纪70年代中期，Mostec将耗尽负载NMOS逻辑电路商业化。NMOS进一步发展，提高了速度并降低了功耗。英特尔将其专有的耗尽负载NMOS逻辑命名为HMOS。
CMOS微处理器于1975年推出。然而，CMOS处理器直到20世纪80年代才占据主导地位。早期的CMOS比NMOS逻辑慢，因此在20世纪70年代，NMOS在计算机中的应用比CMOS更为广泛。英特尔5101（1Kbit SRAM）CMOS内存芯片（1974年）的存取时间为 800 ns。与此同时，当时最快的NMOS内存芯片英特尔 2147（4Kbit SRAM）HMOS的存取时间为55/70 ns。
1978年，日立制作所由Toshiaki Masuhara领导的研究小组在采用3 µm工艺制造的HM6147（4Kbit SRAM）中引入了双阱Hi-CMOS。日立HM6147内存芯片的性能与英特尔 2147 HMOS内存芯片（访问时间为 55/70 ns）相当，但功耗（15mA）却远低于英特尔 2147（110mA）。凭借相当的性能和更低的功耗，双阱CMOS工艺最终取代NMOS成为20世纪80年代最常见的计算机半导体器件制造工艺。
20世纪80年代，CMOS微处理器取代了NMOS微处理器。